# Selbstorganschaft
Selbstorganschaft (von „Organschaft“) ist im Gesellschaftsrecht bei Personengesellschaften das kraft Gesetzes den Gesellschaftern eingeräumte Recht zur organschaftlichen Vertretung der Gesellschaft. Gegensatz ist die Fremdorganschaft. Die Selbstorganschaft ist – anders als die Fremdorganschaft – strikt anzuwenden.

## Allgemeines
Bei Gesellschaften stellt sich die Rechtsfrage, wer in ihrem Organ als Vorstand oder Geschäftsführer tätig werden darf. Hierfür bieten sich vor allem die Gesellschafter an, denn sie tragen mit ihrem Eigenkapital auch das Unternehmerwagnis. Das Gesellschaftsrecht hat sich dazu entschieden, diese Frage von der Art der Gesellschaft – Personengesellschaft oder Kapitalgesellschaft – abhängig zu machen. Die Selbstorganschaft ist eine Einschränkung der Vertragsfreiheit bei der Gestaltung von Gesellschaftsverträgen.

## Rechtsfragen
Die herrschende Meinung hält die Selbstorganschaft für ein zwingendes Prinzip des Rechts der Personengesellschaften. Deshalb müssen bei der Gesellschaft bürgerlichen Rechts (GbR), Offenen Handelsgesellschaft (OHG) und Kommanditgesellschaft (KG) die Geschäftsführer aus dem Kreis der Gesellschafter stammen. Das ist für die GbR geregelt in § 709 Abs. 1 BGB, für die OHG in § 114 Abs. 1 HGB und für die KG in § 164 HGB (für die Komplementäre). Als Mischform zwischen Kapital- und Personengesellschaft muss auch bei der Genossenschaft gemäß § 9 Abs. 2 GenG der Vorstand aus Mitgliedern bestehen. Selbstorganschaft liegt also vor, wenn das Leitungsorgan einer Gesellschaft ein Gesellschafter-Organ ist, so dass die Zugehörigkeit zu diesem Organ unmittelbar auf der Mitgliedschaft beruht. Für den Vereinsvorstand gibt es im BGB keine Regelungen, so dass der Vorstand des Vereins sowohl in Fremd- als auch in Selbstorganschaft gebildet werden kann.
Einem Nichtgesellschafter können zwar Befugnisse (Geschäftsführung nach innen, Vertretung nach außen) übertragen werden; die Gesellschafter dürfen hiervon jedoch nicht vollständig ausgeschlossen werden.
Probleme können insbesondere bei der Frage nach der Zulässigkeit einer unechten Gesamtvertretung nach § 125 III S.1 HGB auftreten. Bei diesem Konstrukt sollen die Gesellschafter nicht mehr ohne die Mitwirkung eines rechtsgeschäftlichen Vertreters (häufig eines Prokuristen) handeln können. Da hierbei das Prinzip der Selbstorganschaft jedoch stark verletzt wird, soll eine ausschließliche unechte Gesamtvertretung unzulässig sein. Es muss daher mindestens einen Gesellschafter geben, der selbst vertretungsberechtigt ist.

## Zweck
Die Selbstorganschaft soll die unbeschränkt persönlich haftenden Gesellschafter vor Haftungsrisiken bewahren, die sie ohne Geschäftsführungsbefugnis nicht selbst beeinflussen könnten. Andererseits soll das Vertrauen des Rechtsverkehrs auf eine aus Eigeninteresse verantwortlich handelnde Unternehmensführung gestärkt werden.